# Familia Simpson (sezonul 11)
Al unsprezecelea sezon al serialului de televiziune american Familia Simpson a fost difuzat pentru prima dată pe Fox Network din Statele Unite între 26 septembrie 1999 și 21 mai 2000, primul episod fiind „Beyond Blunderdome⁠(d)”, iar ultimul „Behind the Laughter⁠(d)”. Mike Scully a fost principalul producător executiv al sezonului 11. Acesta conține douăzeci și două de episoade, inclusiv patru produse pentru sezonul 10 și difuzate ca parte a acestui sezon. Sezonul 11 a fost lansat pe DVD în Regiunea 1 pe 7 octombrie 2008.
În aceeași perioadă, Familia Simpson a primit o stea pe Hollywood Walk of Fame, iar sezonul a câștigat un Premiu Emmy la categoria „cel mai bun serial animat⁠(d)”, un Premiu Annie⁠(d) și un British Comedy Award⁠(d). De asemenea, actrița Maggie Roswell a părăsit distribuția serialului. Familia Simpson s-a clasat pe locul 41 conform ratingului de sezon, având o audiență medie de 8.8 milioane de telespectatori, al doilea cel mai bine cotat serial al companiei Fox după Malcolm in the Middle⁠(d). A primit un rating Nielsen 18-49 de 8,2//13.

## Producție
Spre sfârșitul producției sezonului 10, actrița de voce Maggie Roswell, care a interpretat personajele Helen Lovejoy, Maude Flanders⁠(d) și domnișoara Hoover, a părăsit serialul din cauza unei dispute contractuale. Aceasta a revenit în sezonul 14. După plecarea sa, Marcia Mitzman Gaven⁠(d) a preluat o mare parte din rolurile sale, însă producătorii au decis să ucidă personajul Maude Flanders în episodul „Alone Again, Natura-Diddily⁠(d)”. Gaven a interpretat personajele lui Roswell în episodul „Brother's Little Helper⁠(d)” din sezonul 10.
Scriitorii responsabili de scenariul episoadelor din acest sezon sunt Al Jean, Dan Greaney, Donick Cary, Tim Long, Ian Maxtone-Graham, Carolyn Omine, Mike Scully, Matt Selman, John Swartzwelder și George Meyer. Regizorii sezonului au fost Bob Anderson⁠(d), Mike B. Anderson, Mark Kirkland, Lance Kramer, Nancy Kruse, Lauren MacMullan, Pete Michels, Steven Dean Moore, Matthew Nastuk, Michael Polcino și Jim Reardon.

## Distribuție
După plecarea lui Maggie Roswell, s-a decis eliminarea personajului pe Maude Flanders pentru a dezvolta noi povestiri. În episodul „Alone Again, Natura-Diddily”, Maude a fost ucisă. Personajul era interpretat de Marcia Mitzman Gaven în acea perioadă.

### Personaje principale
- Dan Castellaneta - Homer Simpson, Abraham Simpson, Krusty the Clown⁠(d), Groundskeeper Willie⁠(d), Barney Gumble⁠(d) și alte personaje
- Julie Kavner⁠(d) - Marge Simpson, Patty Bouvier⁠(d), Selma Bouvier⁠(d) și alte personaje
- Nancy Cartwright - Bart Simpson, Nelson Muntz⁠(d), Ralph Wiggum⁠(d) și alte personaje
- Yeardley Smith⁠(d) - Lisa Simpson
- Harry Shearer⁠(d) - Montgomery Burns, Waylon Smithers⁠(d), Ned Flanders⁠(d), Seymour Skinner⁠(d), Lenny Leonard⁠(d), Kent Brockman⁠(d), Timothy Lovejoy⁠(d) și alte personaje
- Hank Azaria - Moe Szyslak⁠(d), Clancy Wiggum⁠(d), profesorul Frink⁠(d), Jeff Albertson⁠(d), Apu⁠(d), Bumblebee Man⁠(d) și alte personaje

### Personaje secundare
- Pamela Hayden⁠(d) - Milhouse van Houten⁠(d), Jimbo Jones⁠(d) și alte personaje
- Maggie Roswell⁠(d) - Maude Flanders⁠(d), Helen Lovejoy⁠(d) și domnișoara Hoover⁠(d)
- Russi Taylor - Martin Prince⁠(d)
- Tress MacNeille⁠(d) - Agnes Skinner⁠(d)  și alte personaje
- Marcia Wallace⁠(d) - Edna Krabappel⁠(d)
- Frank Welker⁠(d) - alte personaje

### Invitați
- Mel Gibson - Mel Gibson  („Beyond Blunderdome”)
- Jack Burns - Edward Christian   („Beyond Blunderdome”)
- Mark McGwire - Mark McGwire („Brother's Little Helper”)
- Ed Asner - redactorul ziarului („Guess Who's Coming to Criticize Dinner?”)
- Tom Arnold, Dick Clark, Lucy Lawless („Treehouse of Horror X”)
- Frank Welker - Ned Flanders vârcolac („Treehouse of Horror X”)
- The B-52's⁠(d) („E-I-E-I-(Annoyed Grunt)”)
- Penn & Teller⁠(d), Ron Howard, Pat O'Brien⁠(d), Nancy O'Dell („Hello Gutter, Hello Fadder”)
- Jan Hooks - Manjula Nahasapeemapetilon („Eight Misbehavin'⁠(d)”, „Take My Wife, Sleaze⁠(d)”)
- Garry Marshall - Larry Kidkill („Eight Misbehavin'”)
- Butch Patrick - Butch Patrick („Eight Misbehavin'”)
- John Goodman - Meathook („Take My Wife, Sleaze”)
- Henry Winkler - Ramrod („Take My Wife, Sleaze”)
- Jay North - Jay North („Take My Wife, Sleaze”)
- NRBQ⁠(d) („Take My Wife, Sleaze”)
- Tim Robbins - Jim Hope („Grift of the Magi”)
- Clarence Clemons - narator („Grift of the Magi”)
- Gary Coleman - Gary Coleman („Grift of the Magi”)
- Joe Mantegna - Fat Tony⁠(d) („Grift of the Magi”, „Faith Off”)
- Elwood Edwards - doctorul virtual („Little Big Mom”)
- Don Cheadle - Brother Faith („Faith Off”)
- Britney Spears - Britney Spears („The Mansion Family”)
- Randy Bachman - Randy Bachman („Saddlesore Galactica”)
- Trevor Denman - Tevor Denman („Saddlesore Galactica”)
- C.F. Turner - C.F. Turner („Saddlesore Galactica”)
- Jim Cummings - Duncan („Saddlesore Galactica”)
- Shawn Colvin - Rachel Jordan („Alone Again, Natura-Diddily”)
- Betty White - Betty White („Missionary: Impossible”)
- Diedrich Bader - șeriful („Kill the Alligator and Run”)
- Robert Evans, Charlie Rose, Kid Rock, Joe C. („Kill the Alligator and Run”)
- Frank Welker - Puma („Last Tap Dance in Springfield”)

## Recepție
Unul dintre cele mai controversate momente ale serialului a fost uciderea⁠(d) personajului Maude Flanders, decizia producătorilor fiind puternic criticată de fanii Familiei Simpson.

### Premii
Pe lângă numeroasele premii obținute, serialul a primit propria stea pe Hollywood Walk of Fame la 7021 Hollywood Boulevard⁠(d) pe 14 ianuarie 2000. Al unsprecezecelea sezon a fost premiat cu un Emmy la categoria „cel mai bun serial animat”, un Annie pentru „cel mai bun serial de televiziune animat din intervalul de maximă audiență” și un British Comedy Ward la categoria „cel mai bun serial internațional de comedie”. De asemenea, Alf Clausen⁠(d) a primit un premiu Annie pentru „cea mai bună coloană sonoră într-o producție animată de televiziune” pentru episodul „Behind the Laughter”. „Treehouse of Horror X⁠(d)” a câștigat premiul Vulturul de Aur⁠(d) în cadrul Council on International Nontheatrical Events.
În 2000, editorul muzical Bob Beecher a fost nominalizat la Golden Reel Award⁠(d) pentru „Treehouse of Horror X”. În cadrul Premiilor Prism, episodul „Days of Wine and D'oh'ses⁠(d)” a câștigat categoria „episoad dintr-un serial de comedie” în 2001 pentru caracterizarea fățișă a alcoolismului și a procesului de dezintoxicare. Serialul a fost nominalizat pentru un Premiu Blimp la categoria „cel mai popular desen animat” în cadrul 2000 Kids' Choice Awards⁠(d) și la un Teen Choice Award în categoria „Choice TV Show — Comedie”.

## Episoade
| Nr. | Episodul | Titlu                                     | Regizor            | Scenarist                                         | Data difuzării     | Cod de producție | Audiență SUA (milioane) |
| --- | -------- | ----------------------------------------- | ------------------ | ------------------------------------------------- | ------------------ | ---------------- | ----------------------- |
| 227 | 1        | „Beyond Blunderdome"                      | Steven Dean Moore  | Mike Scully                                       | 26 septembrie 1999 | AABF23           | 8.1                     |
|     |          |                                           |                    |                                                   |                    |                  |                         |
| 228 | 2        | „Brother's Little Helper"                 | Mark Kirkland      | George Meyer                                      | 3 octombrie 1999   | AABF22           | 7.1                     |
|     |          |                                           |                    |                                                   |                    |                  |                         |
| 229 | 3        | „Guess Who's Coming to Criticize Dinner?" | Nancy Kruse        | Al Jean                                           | 24 octombrie 1999  | AABF21           | 6.7                     |
|     |          |                                           |                    |                                                   |                    |                  |                         |
| 230 | 4        | „Treehouse of Horror X"                   | Pete Michels       | Donick Cary                                       | 21 octombrie 1999  | BABF01           | 8.7                     |
| 230 | 4        | „Treehouse of Horror X"                   | Pete Michels       | Tim Long                                          | 21 octombrie 1999  | BABF01           | 8.7                     |
| 230 | 4        | „Treehouse of Horror X"                   | Pete Michels       | Ron Hauge                                         | 21 octombrie 1999  | BABF01           | 8.7                     |
| 231 | 5        | „E-I-E-I-(Annoyed Grunt)"                 | Bob Anderson       | Ian Maxtone-Graham                                | 7 noiembrie 1999   | AABF19           | 8.4                     |
|     |          |                                           |                    |                                                   |                    |                  |                         |
| 232 | 6        | „Hello Gutter, Hello Fadder"              | Mike B. Anderson   | Al Jean                                           | 12 noiembrie 1999  | BABF02           | 9.2                     |
|     |          |                                           |                    |                                                   |                    |                  |                         |
| 233 | 7        | „Eight Misbehavin'"                       | Steven Dean Moore  | Matt Selman                                       | 21 noiembrie 1999  | BABF03           | 9.2                     |
|     |          |                                           |                    |                                                   |                    |                  |                         |
| 234 | 8        | „Take My Wife, Sleaze"                    | Neil Affleck       | John Swartzwelder                                 | 28 noiembrie 1999  | BABF05           | 8.9                     |
|     |          |                                           |                    |                                                   |                    |                  |                         |
| 235 | 9        | „Grift of the Magi"                       | Matthew Nastuk     | Tom Martin                                        | 19 decembrie 1999  | BABF07           | 7.76                    |
|     |          |                                           |                    |                                                   |                    |                  |                         |
| 236 | 10       | „Little Big Mom"                          | Mark Kirkland      | Carolyn Omine                                     | 9 ianuarie 2000    | BABF04           | 10                      |
|     |          |                                           |                    |                                                   |                    |                  |                         |
| 237 | 11       | „Faith Off"                               | Nancy Kruse        | Frank Mula                                        | 16 ianuarie 2000   | BABF06           | 10.4                    |
|     |          |                                           |                    |                                                   |                    |                  |                         |
| 238 | 12       | „The Mansion Family"                      | Mike Frank Polcino | John Swartzwelder                                 | 23 ianuarie 2000   | BABF08           | 11.3                    |
|     |          |                                           |                    |                                                   |                    |                  |                         |
| 239 | 13       | „Saddlesore Galactica"                    | Lance Kramer       | Tim Long                                          | 6 februarie 2000   | BABF09           | 9.6                     |
|     |          |                                           |                    |                                                   |                    |                  |                         |
| 240 | 14       | „Alone Again, Natura-Diddily"             | Jim Reardon        | Ian Maxtone-Graham                                | 13 februarie 2000  | BABF10           | 10.8                    |
|     |          |                                           |                    |                                                   |                    |                  |                         |
| 241 | 15       | „Missionary: Impossible"                  | Steven Dean Moore  | Ron Hauge                                         | 20 februarie 2000  | BABF11           | 9.8                     |
|     |          |                                           |                    |                                                   |                    |                  |                         |
| 242 | 16       | „Pygmoelian"                              | Mark Kirkland      | Larry Doyle                                       | 27 februarie 2000  | BABF12           | 9.4                     |
|     |          |                                           |                    |                                                   |                    |                  |                         |
| 243 | 17       | „Bart to the Future"                      | Michael Marcantel  | Dan Greaney                                       | 19 februarie 2000  | BABF13           | 8.77                    |
|     |          |                                           |                    |                                                   |                    |                  |                         |
| 244 | 18       | „Days of Wine and D'oh'ses"               | Neil Affleck       | Dan Castellaneta & Deb Lacusta                    | 9 aprilie 2000     | BABF14           | 8.3                     |
|     |          |                                           |                    |                                                   |                    |                  |                         |
| 245 | 19       | „Kill the Alligator and Run"              | Jen Kamerman       | John Swartzwelder                                 | 30 aprilie 2000    | BABF16           | 7.46                    |
|     |          |                                           |                    |                                                   |                    |                  |                         |
| 246 | 20       | „Last Tap Dance in Springfield"           | Nancy Kruse        | Julie Thacker                                     | 7 mai 2000         | BABF15           | 7.3                     |
|     |          |                                           |                    |                                                   |                    |                  |                         |
| 247 | 21       | „It's a Mad, Mad, Mad, Mad Marge"         | Steven Dean Moore  | Larry Doyle                                       | 12 mai 2000        | BABF18           | 7.5                     |
|     |          |                                           |                    |                                                   |                    |                  |                         |
| 248 | 22       | „Behind the Laughter"                     | Mark Kirkland      | Tim Long, George Meyer, Mike Scully & Matt Selman | 21 mai 2000        | BABF19           | 8.3                     |
|     |          |                                           |                    |                                                   |                    |                  |                         |